# Jaguares de Chiapas Fútbol Club
El Jaguares de Chiapas Fútbol Club, alguna vez conocido también como Chiapas Fútbol Club o Jaguares Fútbol Club, es un equipo de fútbol mexicano con sede en la ciudad de Tuxtla Gutiérrez, capital del estado de Chiapas.
Participó en la Primera División de México, desde el 3 de agosto de 2002 hasta el 6 de mayo de 2017, cuando descendió. El 8 de junio de 2017, la FEMEXFUT anunció la desafiliación del cuadro chiapaneco por adeudos. 
Después de siete años de ausencia, en el verano del 2024 se dio a conocer que el equipo volvería a competir en el fútbol profesional, pero en esta ocasión lo haría en la Serie A de la Liga Premier, el tercer nivel del fútbol mexicano, a partir de la Temporada 2024-2025.

## Historia

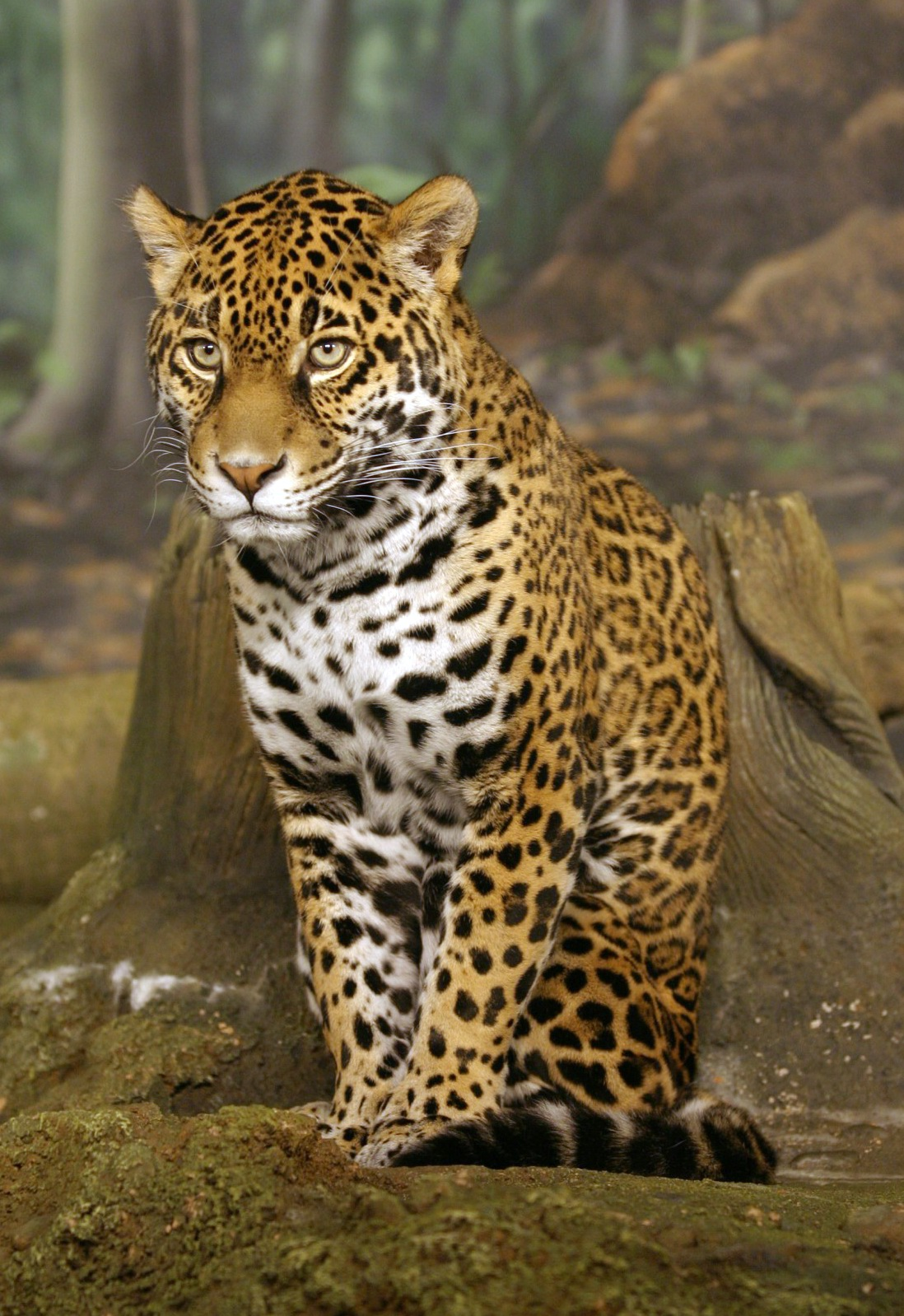
El jaguar fue elegido como mascota oficial por ser representativo de la cultura de Chiapas.

Los Tiburones Rojos de Veracruz (Campeón en el Invierno 2001, Primera División 'A') perdieron ante San Luis FC (Campeón en el Verano 2002, Primera A), la posibilidad de ascender a la Primera División, pero jugaron una promoción contra el Club León (el cuadro Esmeralda ocupó el último lugar de la tabla porcentual de la Primera División). El juego de ida se celebró el 29 de mayo de 2002 en el Estadio Luis "Pirata" Fuente, los Tiburones Rojos ganaron 3-1; el 1 de junio, en el juego de vuelta, el marcador fue 0-0, así lograron el ascenso y con esto, por un breve período el puerto jarocho contó con dos equipos en el Máximo Circuito, pues 6 meses antes el Club Irapuato había sido trasladado a Veracruz por motivos administrativos.
Grupo Pegaso, decidió respetar el ascenso del cuadro original de los Tiburones Rojos y mover la franquicia que durante la Temporada 2001-2002, ocupó las plazas de Irapuato y Veracruz.
El 27 de junio de 2002, en el Centro de Convenciones del Polifórum Mesoamericano, en Tuxtla Gutiérrez, Alejandro Burillo Azcárraga –Presidente de Grupo Pegaso–, en compañía de Pablo Salazar Mendiguchía –Gobernador del estado– y directivos de fútbol, anunció que el estado de Chiapas tendría un equipo de fútbol en la Primera División, el cual se llamaría Jaguares de Chiapas FC.
«El proyecto que el Grupo Pegaso inicia hoy en Chiapas es mucho más que un proyecto de fútbol, es un proyecto de vida, de futuro, deportivo, social, económico...», mencionó el gobernador ante la presencia de Alejandro Burrillo Azcárraga, Miguel Ángel Couchonal y José Antonio García. 

### Debut en Primera División: 2002-2003
El calendario indicaba que el debut de Jaguares sería en casa, recibiendo a Tigres de la UANL, pero la remodelación y ampliación del Estadio Víctor Manuel Reyna, aún no había concluido; al final se determinó que el Estadio Azul albergaría el encuentro.
El 3 de agosto a las 19:00 h (tiempo local), los Jaguares debutaron en la Primera División de México. Salvador Capitano, primer entrenador del club chiapaneco, mandó a la cancha a: Adrián Zermeño, Omar Monjaraz, Pedro "Cabo" Sarabia, Miguel "Jalisco" Gutiérrez, Ricardo Cadena, Joaquín Hernández, Joaquín "Jaibo" del Olmo, Carlos Sánchez Laureano, Jesús Córdoba, Gustavo "Gusano" Nápoles y Julio César Yegros.
El partido finalizó con marcador de 1-3 a favor de Tigres; el primer gol en la historia de Jaguares fue obra del argentino Lucio Filomeno, a 8 minutos de terminar el encuentro.
Tras un empate ante Tuzos del Pachuca en el Estadio Hidalgo, llegaría la Jornada 3 y el Estadio Zoque acogería por primera ocasión un partido del Máximo Circuito; el 17 de agosto a las 15:30 h (tiempo local), Jaguares recibió al Club Deportivo Guadalajara; el marcador finalizó 1-1, Omar Bravo adelantó a las Chivas Rayadas, en tanto que Felipe Ayala, anotó el gol del empate al minuto 62. 
En la Jornada 4, los Jaguares vencieron en calidad de visitante a San Luis FC (0-1, gol de Lucio Filomeno al minuto 61), consiguiendo así su primer triunfo en la historia. En la siguiente Jornada, en casa, doblegaron 2-0 a Club Santos Laguna.
En la Jornada 12, Jaguares visitó a Toluca y se fue adelante en el marcador con tanto de Joaquín "Jaibo" del Olmo, gol que significó el número 50 mil en la historia de los campeonatos mexicanos; al final, los Diablos Rojos ganaron 5-1.
Después de 12 Jornadas y tras obtener 10 de 36 puntos en disputa, Salvador Capitano fue cesado y su lugar fue ocupado por el estratega chileno Jorge Garcés (extécnico del seleccionado de su país).
Al concluir el Apertura 2002, Jaguares se ubicó en el lugar 19 –de 20 equipos–, sumando 16 puntos producto de 3 victorias, 7 empates y 9 derrotas; Julio César Yegros y Alejandro "Hueso" Glaría, fueron los mejores anotadores con 5 goles cada uno.
En el Clausura 2003, un equipo habría de descender a la Primera División 'A', así que Jaguares, Club Puebla y Colibríes de Morelos, pelearían por su permanencia.
Después de 9 Jornadas y tras conseguir únicamente 8 puntos, "El Peineta" Garcés fue cesado y Sergio Bueno (en compañía de René Isidoro García –auxiliar– y Jorge Víctor Franco –preparador físico–), fue presentado como el nuevo timonel de los felinos.
Los resultados no fueron los mejores y tras perder un duelo vital contra Colibríes en el Estadio Zoque (0-1), Jaguares tenía la necesidad de sumar los últimos 6 puntos en disputa para salvarse y además, que los de Morelos no sumaran más. Finalmente, las combinaciones se dieron y Jaguares venció de visitante a Cruz Azul (0-1, gol de Lucio Filomeno al minuto 9) y en el Zoque, derrotó 1-0 a Tecos (gol de Gilberto Mora al minuto 84); en tanto que Colibríes perdió de visita ante Morelia (3-1) y empató 0-0 contra Cruz Azul, en el Estadio Mariano Matamoros. 
Al finalizar el torneo, Jaguares se ubicó en el lugar 17 –de 20 equipos– de la tabla general, sumando 19 puntos, producto de 5 victorias, 4 empates y 10 derrotas; en la tabla de cocientes, el club ocupó la posición número 18, por arriba de Club Puebla (19) y Colibríes (20).

### 2003-2006
El 5 de julio de 2003, José Luis Trejo (Juan Manuel Álvarez –auxiliar– e Iván Quintana –preparador físico–), asumió el cargo de director técnico de Jaguares de Chiapas. 
Omar "Gato" Ortiz, Francisco Muñoz Barba, Sergio Almaguer, Luis Romero, Francisco "Burra" Ramírez, Salvador Vaca, Jorge Manrique, Néstor Gutiérrez, José de Jesús "Chuy" Gutiérrez, David "Popeye" Oliva, Joel "Huevo" Soto, Fernando Martell y Salvador Cabañas, se sumaron al equipo.
En el verano del 2003, en el césped del Estadio Zoque, se celebró la primera edición de la Copa Chiapas, en donde el club anfitrión venció en la final a los Potros de Hierro del Atlante por marcador de 4-1.
Al concluir el Apertura 2003, Jaguares se ubicó en el lugar 16 –de 20 equipos– de la tabla general, sumando 21 puntos, producto de 5 victorias, 6 empates y 9 derrotas.
En diciembre de 2003, Jaguares fue vendido por Grupo Pegaso a empresarios locales, encabezados por Antonio Leonardo Castañón (CEO de Farmacias del Ahorro).
Para el siguiente torneo, al equipo llegaron: Adrián García Arias, Omar Rodríguez, Heriberto Morales, Irving Rubirosa, Everaldo Barbosa, Luis Hernández y Sebastiao Pereira "Didí".
En el Clausura 2004, Jaguares de Chiapas fue líder del certamen y consiguió llegar a 17 partidos sin perder, sumando 42 de 57 puntos posibles, producto de 12 victorias, 6 empates y una derrota (de último minuto ante Toluca, en la Jornada 2), anotando 35 goles y recibiendo 20.  
Salvador Cabañas fue sublíder de goleo –junto a Robert de Pinho (Atlas)–, al marcar 15 tantos; Bruno Marioni (UNAM) y Andrés Silvera (Tigres), fueron campeones de goleo al realizar 16 dianas. 
En 4tos. de final, Jaguares perdió ante Cruz Azul por marcador global de 4-3 (Estadio Azul 2-1 y Estadio Zoque 2-2). 
Del 2 al 12 de enero de 2005, Jaguares participó en la segunda edición del torneo InterLiga (certamen que otorgaba 2 pases a la Copa Libertadores). El cuadro chiapaneco fue líder del grupo B al sumar 6 puntos y disputó la final ante las Chivas Rayadas del Guadalajara; en tiempo regular el partido finalizó 1-1, pero en tanda de penales Chivas ganó 5-3 y se clasificó como México 3 a la Libertadores.
El 14 de febrero de 2005, José Luis Trejo renunció a la dirección técnica del equipo. El 16 de febrero, Antonio Mohamed fue nombrado entrenador del club, cargo que ocuparía hasta el 2 de abril. El 5 de abril, Fernando Quirarte (Eduardo Ramos y Víctor Rangel –auxiliares– y Axel Bierbaum –preparador físico–) fue presentado como el nuevo estratega felino. 
El 12 de septiembre, la directiva de Jaguares informó el cese del "Sheriff" Quirarte, tras los resultados obtenidos en el inicio del torneo (sumó 4 de 21 puntos); al día siguiente, Luis Fernando Tena fue anunciado como director técnico del club (Héctor Islas y Ricardo Campos –auxiliares–). 
El 15 de octubre de 2005, en el Zoque, Jaguares con 10 elementos por 55 minutos (tras la expulsión de Felipe Ayala), se impuso 4-3 al Club América, vigente Campeón y con una racha de 28 partidos sin derrota en el fútbol mexicano. 
Al finalizar el Apertura 2005, Jaguares fue tercero del grupo y se ubicó en el puesto 8 de la tabla general, sumando 23 puntos, producto de 5 victorias, 8 empates y 4 derrotas, pero no accedió a la liguilla ya que le descontaron 3 puntos (porque el equipo no cumplió con los minutos requeridos por la regla 20/11).
Al concluir el Clausura 2006, los Naranjas fueron sublíderes al contabilizar 30 puntos, producto de 9 victorias, 3 empates y 5 derrotas. Salvador Cabañas fue líder de goleo, junto a Sebastián Abreu (jugador de Dorados de Sinaloa), al marcar 11 tantos.
En la liguilla, Jaguares se enfrentó a Guadalajara. En el juego de ida, celebrado en el Estadio Jalisco, Jaguares derrotó 2-3 a Chivas; en el partido de vuelta, en el Zoque al minuto 90, Johnny García anotó el gol que dejaba 6-5 el global a favor de las Chivas Rayadas y una nueva eliminación para el cuadro chiapaneco. 

### 2006-2009
El 23 de mayo de 2006, la directiva del club anunció que Eduardo de la Torre Menchaca sería el nuevo técnico del equipo, de cara al Apertura 2006, en sustitución de Luis Fernando Tena, quien se marchó al Club América, junto a Salvador Cabañas.
Con el "Yayo" de la Torre, se incorporaron los futbolistas Christian Armas, Edoardo Isella, Javier Saavedra, Alejandro Corona, Óscar Emilio Rojas, Alejandro Vela y Ulises Mendívil. 
En el Apertura 2006, Jaguares culminó en la posición 10 de la tabla general, sumando 23 puntos, producto de 6 victorias, 5 empates y 6 derrotas, disputando el repechaje ante Toluca; en el global, los Diablos Rojos vencieron 2-1 a los Naranjas (Estadio Zoque 1-1 y Estadio Nemesio Díez 1-0).
Del 3 al 13 de enero de 2007, Jaguares participó en la cuarta edición del torneo InterLiga. El cuadro chiapaneco fue sublíder del grupo B al sumar 4 puntos y disputó la final ante Club Necaxa; en tiempo regular, los Rayos ganaron 1-0 y se clasificaron como México 2 a la Copa Libertadores. 
El 16 de febrero de 2007, Antonio Leonardo Castañón presentó a Víctor Manuel Vucetich, como nuevo timonel del equipo.
El 29 de abril de 2007, en la última Jornada del Clausura 2007, Chiapas recibió a Guadalajara; Javier Cámpora (Jaguares) con 10 goles y Omar Bravo (Chivas Rayadas) con 11 tantos, llegaban al Estadio Zoque con la posibilidad de obtener el título de goleo. Chiapas ganó 1-0 con anotación de Gilberto Mora; al final, Bravo se quedó con el galardón. 
El 12 de septiembre de 2007, René Isidoro García asumió el cargo de entrenador de Jaguares, en sustitución del "Rey Midas" Vucetich.
El 20 de febrero de 2008, el exjugador y directivo felino Sergio Almaguer, fue presentado como entrenador del cuadro chiapaneco.
Bajo la tutela del "Potro" Almaguer, Jaguares finalizó el Clausura 2008 en la posición 6 de la tabla general, sumando 26 puntos, producto de 7 victorias, 5 empates y 5 derrotas. En la liguilla, se enfrentaron a Cruz Azul en 4tos. de final; en el juego de ida, Jaguares venció 1-0 a la Máquina Celeste y en la vuelta, el Cruz Azul ganó 2-1; el global fue 2-2, pero la mejor posición en la tabla le dio el pase a la Máquina Celeste.
El 1 de octubre de 2008, Almaguer fue cesado y su lugar fue ocupado de manera interina por Francisco Avilán.
El 2 de diciembre de 2008, Antonio Leonardo Castañón presentó a Miguel Brindisi como nuevo entrenador de Jaguares de Chiapas, rumbo al Clausura 2009. Junto al argentino llegaron Carlos Vicente Squeo, Marco Antonio "Chima" Ruiz –auxiliares–, Rubén López –preparador físico– y Alan Cruz –entrenador de porteros–.
La directiva de Jaguares destituyó a Brindisi en víspera de la última Jornada del Clausura 2009 y nombró a "Chima" Ruiz como director técnico interino. El 9 de mayo de 2009, en el Estadio Zoque, Jaguares empató 3-3 ante Cruz Azul y debido a la alerta sanitaria por influenza A, el juego se celebró a puerta cerrada. 
Jaguares finalizó el torneo en la posición 12 de la tabla general, pero por bondades del certamen, accedió a los 4tos. de final. En el global, Pachuca venció 5-1 a los Naranjas (Estadio Zoque 1-3 y Estadio Hidalgo 2-0).

### 2009-2012
De cara al Apertura 2009, Luis Fernando Tena tomó de nueva cuenta la dirección técnica del club.
Del 2 al 13 de enero de 2010, Jaguares participó en la última edición del torneo InterLiga. El cuadro chiapaneco fue tercero del grupo al sumar solo 2 unidades.
Después de dirigir las primeras 5 Jornadas del Bicentenario 2010 y conseguir solo 2 puntos, el "Flaco" Tena fue cesado. 
El 16 de febrero de 2010, Olaf Bonales –presidente de Jaguares– presentó al argentino Pablo Marini como nuevo D.T. del club chiapaneco (llegó acompañado de su compatriota Ariel Zapata, como auxiliar). 
El 6 de marzo, Chiapas venció 4-0 a las Chivas Rayadas del Guadalajara, con goles de Jorge "Burrito" Hernández, Édgar Andrade, Christian "Recodo" Valdez y Jackson Martínez; Jaguares no ganaba en el Zoque desde el 21 de marzo de 2009 y Chivas vio rota una racha de 8 triunfos consecutivos en el presente certamen. 
El 17 de mayo de 2010, Grupo Salinas e Interticket, adquirieron a Jaguares de Chiapas; Guillermo Cantú Sáenz, exdirector de la Comisión de selecciones nacionales, fue presentado como nuevo presidente de la institución, acompañado de Eduardo "Yayo" de la Torre como vicepresidente deportivo (antes de concluir el año, dejó su cargo para ser auxiliar técnico de José Manuel de la Torre, en la selección mexicana) y también se informó que José Guadalupe "Profe" Cruz sería el nuevo director técnico del equipo; después se dio a conocer la nueva imagen del club. 
Al finalizar el Apertura 2010, Jaguares se ubicó en el lugar 6 de la tabla general; de acuerdo a la posición en la tabla, Club América, San Luis FC y Jaguares, lograron clasificarse a la próxima edición de la Copa Libertadores.
En la liguilla, Jaguares de Chiapas se enfrentó al Club Santos Laguna; en el juego de ida, celebrado en el Estadio Zoque, Jaguares empató 1-1 y en el partido de vuelta, los Guerreros ganaron 1-0, con anotación de Juan Pablo "Chato" Rodríguez.
En la Copa Libertadores 2011, al ser México 3, el andar de Jaguares inició en la primera fase (repechaje). 
El 26 de enero a las 21:15 h (tiempo local), Jaguares debutó enfrentando a Alianza Lima de Perú, en el Estadio Alejandro Villanueva; el "Profe" Cruz alineó a: Gerardo Ruiz, Omar Flores, Miguel Martínez, Óscar Razo, Christian "Recodo" Valdez, Jorge "Burrito" Hernández, Guillermo Rojas, Luis Esqueda, Jorge "Japo" Rodríguez, Damián "Piojo" Manso y Jackson "Cha cha chá" Martínez.
Jaguares venció de visitante a los Íntimos 0-2, con anotaciones de Antonio Pedroza (ingresó tras la lesión de Jackson Martínez) y Jorge Rodríguez (de penal). En el Zoque, Jaguares repitió el tanteador, dejando el marcador global de 4-0. Al avanzar, el club fue ubicado en el Grupo 6, junto a Internacional (Campeón Copa Libertadores 2010), Emelec (Subcampeón ecuatoriano) y Jorge Wilstermann (Campeón boliviano, pero en ese momento en Segunda División). 
Al finalizar la fase de grupos, Jaguares quedó en el segundo puesto del sector al sumar 9 puntos (todos de local), por debajo del Internacional. En octavos de final, se enfrentó a Junior de Barranquilla de Colombia; en el Estadio Zoque el marcador quedó 1-1, en tanto que en el juego de vuelta en el Estadio Metropolitano Roberto Meléndez, el encuentro finalizó con un empate a 3 goles, permitiendo a Jaguares acceder a la siguiente ronda por gol de visitante. En cuartos de final, se midió ante Cerro Porteño; en el juego de ida, celebrado en el Estadio Víctor Manuel Reyna, el club paraguayo se fue adelante en el marcador con anotación de Jonathan Fabbro, pero Antonio Pedroza rescató el empate al minuto 90. En la vuelta, en el Estadio General Pablo Rojas, el cuadro local ganó 1-0 con gol de Pedro Benítez, dejando el marcador global 2-1 a favor de los Azulgranas.
Antonio Pedroza (3 goles), Antonio "Hulk" Salazar (3), Jackson Martínez (3), Jorge "Japo" Rodríguez, Édgar Andrade, Miguel Martínez, Luis Esqueda, Francisco "Pacorro" Torres y Julio "Maleno" Frías, anotaron en el certamen sudamericano.
| Fecha |                     | Local                  | Marcador | Visitante              |                     | Ronda            |
| ----- | ------------------- | ---------------------- | -------- | ---------------------- | ------------------- | ---------------- |
| 26/01 | Bandera de Perú     | Alianza Lima           | 0-2      | Jaguares               | Bandera de México   | Repechaje        |
| 01/02 | Bandera de México   | Jaguares               | 2-0      | Alianza Lima           | Bandera de Perú     | Repechaje        |
| 16/02 | Bandera de México   | Jaguares               | 2-0      | Jorge Wilstermann      | Bandera de Bolivia  | J1               |
| 23/02 | Bandera de Brasil   | Internacional          | 4-0      | Jaguares               | Bandera de México   | J2               |
| 08/03 | Bandera de México   | Jaguares               | 2-1      | Emelec                 | Bandera de Ecuador  | J3               |
| 16/03 | Bandera de Ecuador  | Emelec                 | 1-0      | Jaguares               | Bandera de México   | J4               |
| 06/04 | Bandera de México   | Jaguares               | 1-0      | Internacional          | Bandera de Brasil   | J5               |
| 19/04 | Bandera de Bolivia  | Jorge Wilstermann      | 2-1      | Jaguares               | Bandera de México   | J6               |
| 27/04 | Bandera de México   | Jaguares               | 1-1      | Junior de Barranquilla | Bandera de Colombia | Octavos de final |
| 05/05 | Bandera de Colombia | Junior de Barranquilla | 3-3      | Jaguares               | Bandera de México   | Octavos de final |
| 12/05 | Bandera de México   | Jaguares               | 1-1      | Cerro Porteño          | Bandera de Paraguay | Cuartos de final |
| 19/05 | Bandera de Paraguay | Cerro Porteño          | 1-0      | Jaguares               | Bandera de México   | Cuartos de final |

En el Clausura 2011, Jaguares terminó en el último lugar de la tabla general con 14 puntos –primera vez del club–, sumando 15 goles a favor por 30 anotaciones en contra, lo que valió ser la segunda peor ofensiva y la tercera peor defensiva, algo que contrastó con lo acontecido en el semestre anterior, cuando el equipo fue la segunda mejor defensiva del torneo. Y los problemas en la porcentual continuaron (lugar 16 de 18).
En el siguiente semestre (Apertura 2011), Jaguares se ubicó en el lugar 5 de la tabla general, sumando 26 puntos, producto de 7 victorias, 5 empates y 5 derrotas. En la liguilla, Chiapas se enfrentó a Club Santos Laguna; el marcador global favoreció a los Guerreros 4-3 (Estadio Zoque 2-2 y Estadio Corona (TSM) 2-1). 
En el Clausura 2012, Jaguares finalizó en el lugar 8 de la tabla general, sumando 27 puntos, producto de 8 victorias, 3 empates y 6 derrotas, teniendo en los colombianos Luis Gabriel Rey (8 goles) y Jackson Martínez (7 goles), a sus mejores anotadores. En la liguilla, Chiapas se enfrentó de nueva cuenta a Santos; los Guerreros se impusieron 6-4 en el marcador global (Estadio Zoque 3-4 y Estadio Corona TSM 2-1).
En el verano, se gestaron las salidas de Gerardo Ruiz, Ismael "Chupallita" Fuentes, Jorge "Burrito" Hernández y Jackson Martínez; el Porto se hizo de los servicios de "Cha cha chá" Martínez, por una cifra cercana a los 9 millones de euros. 
El 11 de septiembre de 2012, Guillermo Cantú dejó su cargo.
En el Apertura 2012, Jaguares quedó en la posición 11 de la tabla general y en la Copa MX, ocupó el último sitio del Grupo 4 (superado por Necaxa, San Luis FC y Pumas Morelos).

### 2013
Al terminar el Clausura 2013, Jaguares se ubicó en el lugar 14 de la tabla general, sumando 17 puntos, producto de 4 victorias, 5 empates y 8 derrotas, teniendo en Luis Gabriel Rey, a su mejor anotador (9 goles); en la Copa Mx, fue líder del Grupo 5 al sumar 15 puntos, pero en 4tos. de final perdió 1-0 ante Cruz Azul en el Estadio Azul.
Ante los rumores de una venta, aficionados de Jaguares se manifestaron en Tuxtla Gutiérrez.
Finalmente, el 20 de mayo de 2013, Decio de María, presidente de la FMF, confirmó la venta de Jaguares a Grupo Delfines (propiedad de Amado Yáñez) y que estos trasladarían la franquicia a la ciudad de Querétaro. Los Gallos Blancos del Querétaro ocuparon el último lugar de la tabla de cocientes y descendieron al finalizar el Clausura 2013, pero se mantendrían en Primera División al adquirir a Jaguares de Chiapas FC. 
«Lamentablemente, factores externos que repercuten en lo económico, tales como la falta de patrocinios a nivel local y nacional, así como la baja asistencia de afición al estadio, -210 mil en el último año (penúltimo en la Liga MX)-, obligaron a tomar esa decisión...», comunicado de Interticket (en su momento copropietario del club).
El 28 de mayo, se dieron a conocer movimientos de equipos de cara al Apertura 2013, en Primera División, San Luis FC se trasladaría a suelo chiapaneco y La Piedad (recién ascendido), iría al puerto veracruzano y con esto los Tiburones Rojos regresarían a la Liga Mx después de 5 años de ausencia; el Estadio Alfonso Lastras Ramírez, en San Luis Potosí, no se quedaría sin fútbol, puesto que la franquicia de Veracruz en la Liga de Ascenso de México, se desplazaría a la ciudad y se convertiría en Atlético de San Luis. 
Después del anuncio, se mencionó que el nombre de la nueva franquicia sería Chiapas Fútbol Club.
El 5 de junio de 2013 –día del draft del futbol–, Carlos Hugo López Chargoy (propietario del equipo), confirmó que Chiapas Fútbol Club usaría el mote de Jaguares, el escudo y los colores habituales, con esto se dio como oficial la no desaparición del que originalmente era Jaguares de Chiapas FC.
Del plantel que disputó el Clausura 2013, varios jugadores pasaron a formar parte de los activos de Grupo Delfines (Querétaro y Delfines del Carmen –Ascenso MX–); otras cartas quedaron en poder de Grupo Salinas; de algunos terminó el préstamo; Luis Gabriel Rey (se marchó al Club América) y Jorge Rodríguez (llegó a Peñarol), quedaron como agentes libres; en tanto que Mariano Trujillo se retiró; Israel Villaseñor quedó fuera de actividad por un semestre tras una lesión y solo David Toledo permanecería en Chiapas como elemento en activo.

### 2017: Descenso y desafiliación
En el Clausura 2017, un equipo habría de perder la categoría, así que Morelia, Veracruz y Chiapas FC, pelearían por su permanencia en la Primera División.
En los duelos directos, Chiapas perdió ante Veracruz (2-0), Morelia (1-2) y Puebla (3-0), en las Jornadas 5, 6 y 7, respectivamente.   
El sábado 6 de mayo de 2017, se disputó la última Jornada del torneo, llevándose los reflectores los enfrentamientos Monterrey vs Morelia y Atlas vs Chiapas, programados a las 21:00 h (tiempo local). Para continuar en Primera División, Monarcas debía de vencer a Rayados de Monterrey; en tanto que Jaguares necesitaba ganar y que Monarcas no sumara más de una unidad.
En el Estadio Jalisco, Atlas perdió 0-1 ante Chiapas (gol de Christian Bermúdez al minuto 10); en tanto que el Estadio BBVA, Morelia venció de último minuto a Monterrey (1-2), sentenciado a Jaguares de Chiapas FC al descenso.  
Jaguares terminó el torneo en el lugar 16 –de 18 equipos– de la tabla general, sumando 19 puntos (5 victorias, 4 empates y 8 derrotas).
El 8 de junio de 2017, la Liga MX tomó la decisión de desafiliar a Chiapas FC, esto debido a los adeudos que Carlos López Chargoy tenía con jugadores, cuerpo técnico y personal administrativo. 

### 2024: El regreso
Al finalizar el Clausura 2024, surgió el rumor de que la directiva del equipo Cimarrones de Sonora buscaba negociar el traslado de la franquicia hacia otra plaza.  Finalmente el 30 de mayo de 2024, Juan Pablo Rojo –presidente de Cimarrones– dio a conocer por medio de un comunicado que la institución estaba en el proceso de vender el certificado de afiliación correspondiente a la Liga de Expansión MX.  
El 12 de julio se celebró la Asamblea de dueños de la Liga de Expansión MX y en la misma se decidió no aceptar a los equipos que buscaban ingresar mediante compra-venta; ante esta situación, la nueva directiva de Jaguares acató la decisión y optó por acceder a la Serie A de la Liga Premier de México (Segunda División de México) para la Temporada 2024-2025 y enfocarse en obtener el ascenso por méritos deportivos.  
El regreso de Jaguares a las canchas se dio en la Copa Internacional Tapachula, cuadrangular que se celebró los días 12 y 13 de julio en el Estadio Olímpico de Tapachula, participando junto a Tapachula FC –anfitrión–, Deportivo Malacateco y Coatepeque FC, estos dos últimos, miembros de la Liga Nacional de Fútbol de Guatemala. En la llave uno, Jaguares venció 1-0 a Coatepeque, en tanto que en la llave dos, Tapachula FC empató 1-1 ante Toros, pero en tanda de penales el conjunto guatemalteco se impuso 3-5. En la Final, Malacateco venció 3-2 a Jaguares. 

## Escudo
Durante la presentación del equipo (27 de junio de 2002), el escudo que mostraron ante los medios causó polémica por ser prácticamente idéntico al del equipo de futbol americano de la NFL, los Jacksonville Jaguars;  por esa razón se procedió a cambiar el emblema inmediatamente. Durante sus primeros 8 años de existencia, el equipo portó un escudo formado por una elipse verde y negra, con una circunferencia amarilla, y en la que, en la parte superior izquierda, sobresalía la figura de la cabeza de un jaguar mirando al occidente y en la parte inferior derecha, la figura de un balón de fútbol; además de también incluir el nombre: Jaguares de Chiapas F. C.
Tras la compra del equipo en 2010 por parte de Grupo Salinas, uno de los primeros cambios fue el de renovar el escudo. El nuevo ahora estaba conformado por un triángulo inverso dividido a la mitad por los colores naranja y negro, y que además contaba en la parte superior con el diseño de la cabeza de un jaguar, dibujado de manera similar a como lo hacían las culturas mesoamericanas. 
En el verano del 2013, cuando la franquicia de San Luis fue traslada a Chiapas, la imagen del escudo cambió; en el espacio superior se distinguía el mote Chiapas Jaguar, debajo dentro de una forma irregular estaban presentes en un ángulo de 45° bloques en tonos de verde y de los cuales sobresalía un jaguar caricaturizado y en la parte inferior un balón blanco con gajos verdes lo que confirmaba que esta tonalidad tendría una gran presencia en la nueva etapa del equipo. 
El 11 de junio de 2024, se difundió a través de redes sociales la nueva imagen del club. 

## Estadio
El Estadio Víctor Manuel Reyna se ubica en la zona norte oriente de Tuxtla Gutiérrez.

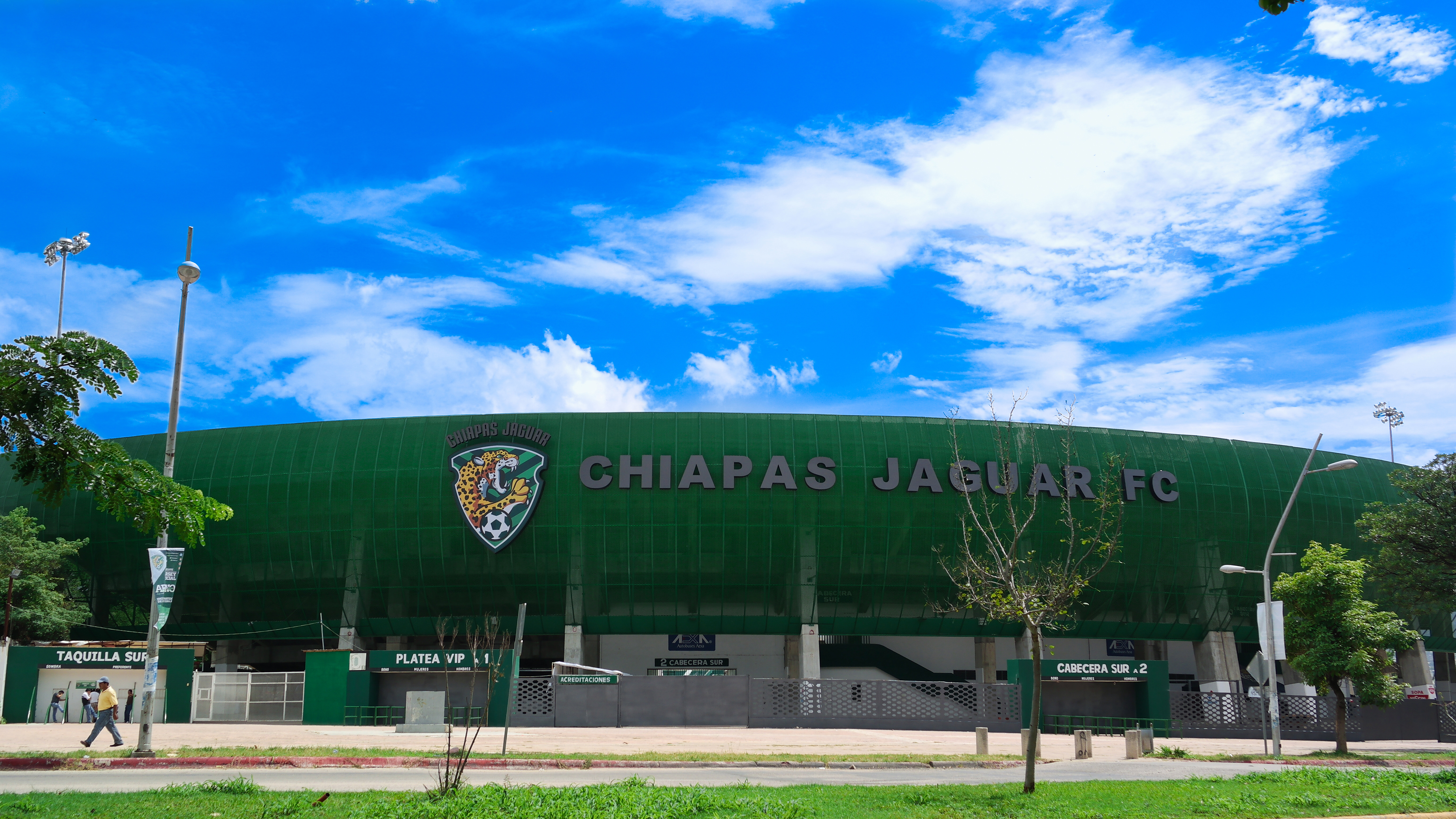
Vista exterior del Estadio Víctor Manuel Reyna.

El estadio fue edificado en 1982 y podía albergar a 6,000 espectadores; en 2001, con la inclusión del Club Atlético Chiapas en la Primera División 'A', el aforo se triplicó; en 2002, tras la llegada de los Jaguares de Chiapas, el inmueble vio incrementada su capacidad a 25,000 aficionados; en 2014, se realizó la última remodelación, dejando al 'Zoque' con la oportunidad de recibir a 30,000 seguidores.

### Eventos realizados
Fútbol profesional (Primera División, Liga de Ascenso, Segunda División, Tercera División y Cuarta División), fútbol internacional (amistosos, Copa Chiapas y Copa Libertadores 2011), partidos de la Selección mexicana de futbol  (Varonil y Femenil), fútbol de formación juvenil, fútbol amateur, olimpiada nacional infantil y juvenil, actividades de recreación y/o participación (religiosas, políticas, escolares y conciertos).

### Primer partido de Jaguares en 1ra. División
| J3, Apertura 2002; 17 de agosto del 2002, 15:30 | Jaguares         | 1:1     | Guadalajara    | Estadio Víctor Manuel Reyna, |  |
|                                                 | Felipe Ayala 62' | Reporte | Omar Bravo 23' |                              |  |

### Último partido de Jaguares en 1ra. División
| J16, Clausura 2017; 29 de abril del 2017, 17:00 | Jaguares                           | 2:2     | Santos                                                 | Estadio Víctor Manuel Reyna, |  |
|                                                 | Luís Leal 1' · Jonathan Fabbro 83' | Reporte | Osvaldo Martínez 69' · Jonathan Rodríguez Portillo 81' |                              |  |

### Sedes alternas
Estadio Azul y Estadio Cuauhtémoc.
| J1, Apertura 2002; 3 de agosto del 2002, 19:00 | Jaguares           | 1:3 | Tigres                                                          | Estadio Azul, Benito Juárez, CDMX |  |
|                                                | Lucio Filomeno 82' |     | Irênio Soares 4' · Jesús Olalde 14' · Hugo Sánchez Guerrero 36' |                                   |  |

| J3, Clausura 2016; 23 de enero del 2016, 21:00 | Jaguares                | 1:1     | Veracruz              | Estadio Cuauhtémoc, Puebla |  |
|                                                | Emiliano Armenteros 32' | Reporte | Horacio Cervantes 29' |                            |  |

| J5, Clausura 2016; 5 de febrero del 2016, 21:00 | Jaguares                   | 1:3     | Tigres                                                           | Estadio Cuauhtémoc, Puebla |  |
|                                                 | Silvio Ezequiel Romero 10' | Reporte | Jesús Dueñas 39' · André-Pierre Gignac 57' · Lucas Zelarayán 84' |                            |  |

| Llave 2, CopaMx Clausura 2016; 9 de febrero del 2016, 19:00 | Jaguares                                    | 2:3     | Alebrijes                                     | Estadio Cuauhtémoc, Puebla |  |
|                                                             | Daniel González 28' · Adrián Marín Lugo 89' | Reporte | Diego Menghi 7' 93' · Juan Manuel Cavallo 42' |                            |  |

## Datos del club

### Torneos Cortos (2002-2017)
- Torneos en 1ª División: 30
- Torneos en Liga de Ascenso: 0
- Torneos en 2ª División: 2
- Liguillas por el título: 9
- Finales por el título: 0
- Superlideratos: 1
- Descensos a Liga de Ascenso: 1
- Ascensos a 1a Div.: 0
- Posición final más repetida: 12.º (4 veces)
- Mayor goleada conseguida:
  - En torneos nacionales:
    - 5-1 frente a Pumas, Apertura 2005.
    - 5-1 frente a Santos, Apertura 2005.
    - 4-0 frente a Atlas, Apertura 2006.
    - 4-0 frente a Club Necaxa, Apertura 2008.
    - 4-0 frente a Guadalajara, Bicentenario 2010.
    - 4-0 frente a Club Puebla, Apertura 2010.
    - 4-0 frente a Pumas, Apertura 2011.
    - 4-0 frente a San Luis, Apertura 2012.
    - 5-2 frente a Atlante, Apertura 2014.
    - 6-2 frente a Club León, Apertura 2015.

  - En la Copa MX:
    - 3-0 frente a Atlante, Apertura 2013.

  - En la InterLiga:
    - 4-0 frente a Necaxa, InterLiga 2005.

  - En la Copa Chiapas:
    - 4-1 frente a Atlante, Copa Chiapas.
- Mayor goleada recibida:
  - En torneos nacionales:
    - 5-1 frente a Toluca, Apertura 2002.
    - 5-1 frente a Atlante, Clausura 2003.
    - 5-0 frente a Club América, Apertura 2003.
    - 5-1 frente a Monterrey, Apertura 2004.
    - 5-1 frente a Pachuca, Apertura 2005.
    - 6-1 frente a Club América, Apertura 2007.
    - 5-0 frente a Atlas, Apertura 2008.
    - 5-1 frente a Pachuca, Clausura 2009.
    - 4-0 frente a Pachuca, Apertura 2009.
    - 5-1 frente a Atlante, Clausura 2011.
    - 0-4 frente a Tigres, Apertura 2012.
    - 5-0 frente a Club América, Clausura 2015.
    - 6-0 frente a Monterrey, Clausura 2016.

  - En la Copa MX:
    - 3-0 frente a Club Necaxa, Apertura 2012.

  - En torneos internacionales:
    - 4-0 frente al Internacional, Copa Libertadores 2011.
- Mejor puesto en Primera División:
  - 1° de 20 equipos (C-2004); 2° de 18 equipos (C-2006).
- Peor puesto en Primera División:
  - 19° de 20 equipos (A-2002); 18° de 18 equipos (C-2011, C-2016, A-2016).
- Máximo goleador:
  -  Salvador Cabañas (61 Goles).[45]
- Más partidos disputados:
  -  Ismael Fuentes (190 Juegos).
- Mayor número de goles marcados en un torneo: 35 (C-2004).
- Menor número de goles marcados en un torneo: 10 (A-2016)
- Mayor número de goles recibidos en un torneo: 34 (A-2002, A-2003, A-2008).
- Menor número de goles recibidos en un torneo: 14 (A-2010).
- Más victorias seguidas: 6 (C-2004).
- Más empates seguidos: 5 (A-2007).
- Más derrotas seguidas: 5 (C-2011), (A-2016).
- Más juegos seguidos sin ganar: 13 (A-2016)
- Más juegos seguidos sin perder: 17 (C-2004).
- Más victorias en un torneo: 12 (C-2004).
- Más empates en un torneo: 9 (A-2007).
- Más derrotas en un torneo: 12 (A-2016).
- Menos victorias en un torneo: 2 (A-2016).
- Menos empates en un torneo: 2 (C-2011).
- Menos derrotas en un torneo: 1 (C-2004).
- Jugador con más goles en un torneo: Salvador Cabañas (15) (C-2004).
- Participaciones en Copa MX: (8)
  - Clausura 2017 (Octavos de final)
  - Apertura 2016 (Cuartos de final)
  - Clausura 2016 (Fase de grupos)
  - Apertura 2015 (Fase de grupos)
  - Clausura 2015 (Semifinal)
  - Apertura 2014 (Fase de grupos)
  - Clausura 2014 (Fase de grupos)
  - Apertura 2013 (Fase de grupos)
  - Clausura 2013 (Cuartos de final)
  - Apertura 2012 (Fase de grupos)
- Participaciones en torneos internacionales: (1)
  - Copa Libertadores 2011 (Cuartos de final)

## Uniforme

### 2016-2017
- Uniforme local: Camiseta verde con detalles negros, pantalón y medias verdes.
- Uniforme visitante: Camiseta blanca con detalles grises, pantalón y medias blancas.
- Uniforme alternativo: Camiseta naranja con detalles negros, pantalón y medias negras.

| Primer Uniforme | Segundo Uniforme | tercer Uniforme |

 Uniformes de porteros 
| Primer Uniforme | Segundo Uniforme | Tercer Uniforme |

### Anteriores

Estos son los uniformes utilizados por los "Jaguares" de 2010 a 2017.

- 2016

| Primer Uniforme | Segundo Uniforme | Tercer Uniforme |

- 2015

| Primer Uniforme | Segundo Uniforme | Tercer Uniforme |

- 2014-2015

| Primer Uniforme | Segundo Uniforme | Tercer Uniforme |

- 2014 (Kappa)

| Primer Uniforme | Segundo Uniforme | Tercer Uniforme |

- 2013 (Pirma)

| Primer Uniforme | Segundo Uniforme | Tercer Uniforme |

- 2012-2013 (Joma)

| Primer Uniforme | Segundo Uniforme | Tercer Uniforme |

### Indumentaria y patrocinadores
| Indumentaria |               |
| \| Periodo \| Proveedor \| \| --------- \| ------------- \| \| 2002-2003 \| Garcis \| \| 2004-2012 \| Atlética \| \| 2012-2013 \| Joma \| \| 2013 \| Pirma \| \| 2014 \| Kappa \| \| 2014-2016 \| Pirma \| \| 2016-2017 \| Charly Fútbol \| \| 2024-Act. \| Atlética \| |               |
| Periodo | Proveedor     |
| 2002-2003 | Garcis        |
| 2004-2012 | Atlética      |
| 2012-2013 | Joma          |
| 2013 | Pirma         |
| 2014 | Kappa         |
| 2014-2016 | Pirma         |
| 2016-2017 | Charly Fútbol |
| 2024-Act. | Atlética      |

| Patrocinadores |                                  |
| \| Periodo \| Patrocinador Principal \| \| --------- \| -------------------------------- \| \| 2002-2003 \| \| \| 2003-2010 \| Farmacias del Ahorro \| \| 2010-2012 \| \| \| 2012-2013 \| Boing! \| \| 2013-2014 \| \| \| 2014-2016 \| Gobierno del Estado de Chiapas \| \| 2016-2017 \| Compartamos Banco Grupo Caliente \| |                                  |
| Periodo | Patrocinador Principal           |
| 2002-2003 | Bandera de México                |
| 2003-2010 | Farmacias del Ahorro             |
| 2010-2012 | Bandera de México                |
| 2012-2013 | Boing!                           |
| 2013-2014 | Bandera de México                |
| 2014-2016 | Gobierno del Estado de Chiapas   |
| 2016-2017 | Compartamos Banco Grupo Caliente |

## Máximos anotadores
| LUGAR | PAÍS                                      | JUGADOR             | TEMPORADAS                   | LIGA | COPA MX | LIBERTADORES | INTERLIGA | TOTAL |
| ----- | ----------------------------------------- | ------------------- | ---------------------------- | ---- | ------- | ------------ | --------- | ----- |
| 1     | Bandera de Paraguay                       | Salvador Cabañas    | 2003-2006                    | 59   | -       | -            | 2         | 61    |
| 2     | Bandera de México                         | Carlos Ochoa        | 2004-06 / 2010 / 2013-2014   | 40   | -       | -            | -         | 40    |
| 3     | Bandera de Colombia                       | Jackson Martínez    | 2010-2012                    | 33   | -       | 3            | -         | 36    |
| 4     | Bandera de Colombia · Bandera de México   | Luis Gabriel Rey    | 2011-2013                    | 33   | -       | -            | -         | 33    |
| 5     | Bandera de México                         | Adolfo Bautista     | 2007-2009                    | 22   | -       | -            | -         | 22    |
| 6     | Bandera de Argentina                      | Silvio Romero       | 2014-2016                    | 19   | 2       | -            | -         | 21    |
| 6     | Bandera de Brasil                         | Itamar Batista      | 2008-2009                    | 21   | -       | -            | -         | 21    |
| 7     | Bandera de Colombia                       | Avilés Hurtado      | 2013-2014 / 2015-2016        | 20   | -       | -            | -         | 20    |
| 8     | Bandera de Brasil · Bandera de México     | Danilinho           | 2008-2010 / 2016             | 18   | -       | -            | -         | 18    |
| 9     | Bandera de Colombia                       | Franco Arizala      | 2011-2013 / 2014-2015 / 2017 | 16   | 1       | -            | -         | 17    |
| 10    | Bandera de Uruguay                        | Jorge Rodríguez     | 2010-2013                    | 14   | -       | 1            | -         | 15    |
| 10    | Bandera de México                         | Édgar Andrade       | 2010-2013                    | 13   | -       | 1            | 1         | 15    |
| 11    | Bandera de Costa Rica · Bandera de México | Óscar Rojas         | 2006-2008                    | 13   | -       | -            | -         | 13    |
| 11    | Bandera de Argentina                      | Lucio Filomeno      | 2002-2004                    | 13   | -       | -            | -         | 13    |
| 11    | Bandera de Argentina                      | Javier Cámpora      | 2007                         | 13   | -       | -            | -         | 13    |
| 11    | Bandera de Argentina                      | Emiliano Armenteros | 2014-2016                    | 12   | 1       | -            | -         | 13    |
| 12    | Bandera de México                         | Oribe Peralta       | 2009                         | 12   | -       | -            | -         | 12    |
| 12    | Bandera de Brasil                         | Sebastião Pereira   | 2004 / 2005                  | 9    | -       | -            | 3         | 12    |
| 13    | Bandera de México                         | Alejandro Vela      | 2006-2008                    | 11   | -       | -            | -         | 11    |
| 13    | Bandera de México                         | Martín Zúñiga       | 2013-2014 / 2016             | 4    | 7       | -            | -         | 11    |

## Campeón de goleo
| PAÍS                | JUGADOR          | TORNEO        | GOLES |
| ------------------- | ---------------- | ------------- | ----- |
| Bandera de Paraguay | Salvador Cabañas | Clausura 2006 | 11    |

Salvador Cabañas fue campeón de goleo (junto a Sebastián Abreu, jugador de Dorados de Sinaloa) al marcar 11 anotaciones durante el torneo regular; en la liguilla, ante las Chivas Rayadas, realizó 3 tantos más. 
Salvador Cabañas en el Clausura 2004 (15 goles), Javier Cámpora en el Clausura 2007 (10 goles) y Jackson Martínez en el Bicentenario 2010 (9 goles), fueron subcampeones de goleo.

## Más partidos
| LUGAR | PAÍS                                     | JUGADOR              | TEMPORADAS                   | LIGA | COPA MX | LIBERTADORES | INTERLIGA | TOTAL |
| ----- | ---------------------------------------- | -------------------- | ---------------------------- | ---- | ------- | ------------ | --------- | ----- |
| 1     | Bandera de Chile                         | Ismael Fuentes       | 2005-2008 / 2010-2012        | 175  | -       | 9            | 6         | 190   |
| 2     | Bandera de México                        | Jesús Gutiérrez      | 2003-2009                    | 167  | -       | -            | 6         | 173   |
| 3     | Bandera de México                        | Óscar Razo           | 2007-2011                    | 140  | -       | 11           | 3         | 154   |
| 4     | Bandera de México                        | Omar Ortiz           | 2003-2008                    | 144  | -       | -            | 8         | 152   |
| 5     | Bandera de México                        | Felipe Ayala         | 2002-2004 / 2005-2007        | 146  | -       | -            | 4         | 150   |
| 6     | Bandera de México                        | Édgar Hernández      | 2007-2010 / 2011-2013        | 117  | 4       | -            | 1         | 122   |
| 7     | Bandera de México                        | Gilberto Mora        | 2002-2008 / 2009             | 119  | -       | -            | 1         | 120   |
| 8     | Bandera de México                        | Christian Valdez     | 2009-2011                    | 106  | -       | 10           | 3         | 119   |
| 9     | Bandera de México                        | Édgar Andrade        | 2010-2013                    | 103  | 3       | 7            | 3         | 116   |
| 10    | Bandera de México                        | Melvin Brown         | 2004-2007                    | 109  | -       | -            | 6         | 115   |
| 11    | Bandera de Uruguay                       | Jorge Rodríguez      | 2010-2013                    | 103  | 3       | 9            | -         | 114   |
| 12    | Bandera de Colombia                      | Franco Arizala       | 2011-2013 / 2014-2015 / 2017 | 107  | 6       | -            | -         | 113   |
| 13    | Bandera de México                        | Carlos Ochoa         | 2004-2006 / 2010 / 2013-2014 | 106  | -       | -            | 2         | 108   |
| 14    | Bandera de Argentina · Bandera de México | Javier Muñoz Mustafá | 2013-2016                    | 104  | 3       | -            | -         | 107   |
| 15    | Bandera de Paraguay                      | Salvador Cabañas     | 2003-2006                    | 103  | -       | -            | 3         | 106   |
| 15    | Bandera de México                        | Alan Zamora          | 2009-2011 / 2012 / 2014-2015 | 81   | 15      | 10           | -         | 106   |
| 16    | Bandera de Brasil · Bandera de México    | Danilinho            | 2008-2010 / 2016             | 99   | -       | -            | 3         | 102   |

## Entrenadores

### Lista de entrenadores
| País                 | Nombre                   | Periodo                            | Partidos |
| -------------------- | ------------------------ | ---------------------------------- | -------- |
| Bandera de Argentina | Salvador Capitano        | Apertura 2002                      | 12       |
| Bandera de Chile     | Jorge Garcés             | Apertura 2002 al Clausura 2003     | 16       |
| Bandera de México    | Sergio Bueno             | Clausura 2003                      | 10       |
| Bandera de México    | José Luis Trejo          | Apertura 2003 al Clausura 2005     | 66       |
| Bandera de Argentina | Antonio Mohamed          | Clausura 2005                      | 6        |
| Bandera de México    | Fernando Quirarte        | Clausura 2005 al Apertura 2005     | 13       |
| Bandera de México    | Luis Fernando Tena       | Apertura 2005 al Clausura 2006     | 29       |
| Bandera de México    | Eduardo de la Torre      | Apertura 2006 al Clausura 2007     | 28       |
| Bandera de México    | Víctor Manuel Vucetich   | Clausura 2007 al Apertura 2007     | 19       |
| Bandera de México    | René Isidoro García      | Apertura 2007 al Clausura 2008     | 16       |
| Bandera de México    | Sergio Almaguer          | Clausura 2008 al Apertura 2008     | 23       |
| Bandera de México    | Francisco Avilán         | Apertura 2008                      | 7        |
| Bandera de Argentina | Miguel Brindisi          | Clausura 2009                      | 16       |
| Bandera de México    | Marco Antonio Ruiz       | Clausura 2009                      | 3        |
| Bandera de México    | Luis Fernando Tena       | Apertura 2009 al Bicentenario 2010 | 25       |
| Bandera de Argentina | Pablo Marini             | Bicentenario 2010                  | 12       |
| Bandera de México    | José Guadalupe Cruz      | Apertura 2010 al Clausura 2013     | 133      |
| Bandera de México    | Sergio Bueno             | Apertura 2013 al Clausura 2015     | 96       |
| Bandera de Argentina | Ricardo Antonio La Volpe | Apertura 2015 al Clausura 2016     | 48       |
| Bandera de Paraguay  | José Saturnino Cardozo   | Apertura 2016                      | 11       |
| Bandera de México    | Sergio Bueno             | Apertura 2016 al Clausura 2017     | 34       |
| Bandera de México    | Alfredo Durán            | Apertura 2024                      |          |

* Incluye: Liga, Liguilla, Copa Mx, InterLiga y Libertadores.
Francisco Avilán y Marco A. Ruiz, fueron interinos.

## Presidentes
| País              | Nombre                    | Desde | Hasta |
| ----------------- | ------------------------- | ----- | ----- |
| Bandera de México | Marcos Gerard             | 2002  | 2003  |
| Bandera de México | Antonio Leonardo Castañón | 2004  | 2010  |
| Bandera de España | Olaf Bonales              | 2010  | 2010  |
| Bandera de México | Guillermo Cantú           | 2010  | 2012  |
| Bandera de México | Arturo Villanueva         | 2012  | 2013  |
| Bandera de México | Carlos Hugo López Chargoy | 2013  | 2017  |

## Palmarés

### Torneos nacionales amistosos
- Copa Corona: 2002.[46]
- Copa Chiapas: 2005, 2015.
- Trofeo Santos Laguna 25 Aniversario: 2008.[47]
- Copa Soconusco: 2009.[48]
- Copa 100 años de la UNAM: 2010.[49]
- Trofeo IMSS 70 Años: 2013

### Torneos internacionales amistosos
- Copa Chiapas: 2003,[50] 2007.[51]
- Copa Mesoamericana: 2011.[52]
- Copa Internacional Tacaná: 2014.[53]

## Datos de interés
- El plantel con el que Jaguares de Chiapas debutó en la Primera División de México (Apertura 2002), estaba conformado por:

Alan Cruz, Adrián Zermeño, Wilmer Alexander Ortegón, Pedro Sarabia, Miguel Alejandro Gutiérrez, Ricardo Cadena, Edoardo Isella, Omar Monjaraz, Máximo Lucas, Víctor Saavedra, José Agustín Morales, Jesús Eduardo Córdova, Joaquín Del Olmo, Felipe de Jesús Ayala, Franz Torres, Carlos Sánchez Laureano, Gilberto Mora Olayo, Gustavo Nápoles, Martín Calderón, Omar Gómez, Miguel Ángel Casanova, Alejandro Glaría, Julio César Yegros y Lucio Filomeno.
- El 9 de noviembre de 2002, en partido correspondiente a la Jornada 17 del Apertura 2002, Celaya ante Chiapas en el Estadio Miguel Alemán Valdés, el "Gusano" Nápoles –Jaguares– fue expulsado a los 20 segundos de haber iniciado el encuentro, estableciendo un récord en la Liga; el juego finalizó 2-2.

- El plantel que logró la salvación en el Clausura 2003, estaba integrado por:

Alan Cruz, Adrián Zermeño, Humberto Martínez, Pedro Sarabia, Miguel Alejandro Gutiérrez, Ricardo Cadena, Jesús López Meneses, Edoardo Isella, Omar Monjaraz, Carlos Gallegos, Rubén García, José Agustín Morales, David Rangel, Felipe de Jesús Ayala, Franz Torres, Carlos Sánchez Laureano, Gilberto Mora Olayo, José Damasceno "Tiba", Luciano De Bruno, Gustavo Nápoles, Guillermo "Pando" Ramírez, Martín Calderón, Miguel Ángel Casanova, Rafael Márquez Lugo, Silvio "Cuchillo" Fernández y Lucio Filomeno.
- Jaguares ostenta el segundo lugar en récord de puntos en un torneo corto, al sumar 42 unidades en el Clausura 2004. El primer lugar le pertenece al Club América, que logró cosechar 43 en el Apertura 2002.

- En la historia de la Liga han ocurrido 4 victorias por default. La última de ellas la obtuvo Jaguares de Chiapas en el Apertura 2004, ya que en la Jornada 17 los Tiburones Rojos de Veracruz no acudieron al Estadio Luis "Pirata" Fuente; el árbitro Marco Antonio Rodríguez dejó que transcurrieran los 15 minutos que marca el reglamento de competencia, antes de llamar al capitán del conjunto felino, Sergio Almaguer, para dar fe de esta acción, con la cual el conjunto de José Luis Trejo obtuvo el triunfo por default; de acuerdo a reglamento Jaguares ganó por marcador de 0-2, mientras que a los Tiburones Rojos se les aplicó una multa correspondiente a mil salarios mínimos (alrededor de 45 mil pesos). [54]

- Jaguares es el equipo que consiguió la victoria más abultada en el desaparecido torneo InterLiga, al derrotar 4-0 al Club Necaxa en la edición del 2005.

- El 22 de octubre de 2005 (Jornada 13, Apertura 2005), el Estadio Víctor Manuel Reyna albergó por primera ocasión un juego nocturno; Jaguares venció 5-1 a Club Universidad Nacional. [55]

- El 15 de marzo de 2006 (Jornada 10, Clausura 2006), Jaguares venció en calidad de visitante a Tecos 0-1 (gol de Salvador Cabañas al minuto 2); para sumar minutos por la regla 20/11, Luis Fernando Tena alineó a 7 jugadores menores de 21 años (5 de los 7 elementos participaban de manera regular con Petroleros de Salamanca, filial de Jaguares en la Primera División 'A'; el once inicial estuvo integrado por: Omar "Gato" Ortiz, Ismael "Chupallita" Fuentes, Melvin Brown, Ricardo Jiménez, Ricardo Navarro, Alfonso Centeno, Hugo Reyes, Álex Diego, Ramiro Jorge, Raúl Enríquez y Salvador Cabañas. [56]

- En el juego de vuelta por los 4tos. de final (7 de mayo de 2006) del Clausura 2006, en el encuentro ante las Chivas Rayadas del Guadalajara en el Estadio Zoque, Walter Jiménez, marcó a los 11 segundos de haber iniciado el juego, siendo este el gol más rápido en la historia de los Jaguares y el tercero en toda la cronología del fútbol mexicano. Al final las Chivas Rayadas ganararon 2-4. [57]

- Antonio Pedroza debutó en la Primera División de México en la Jornada 16 del Apertura 2007 (Jaguares vs Pachuca), a la edad de 16 años y 8 meses, convirtiéndose en el cuarto futbolista más joven en lograr tal acción (hasta en ese momento).

Víctor Mañón (Tuzos) debutó a los 15 años y 7 meses; Éver Guzmán (Monarcas) a los 16 años y 2 meses; Eduardo Rergis Borja (Veracruz) a los 16 años y 5 meses.
- El plantel con el que Jaguares descendió al finalizar el Clausura 2017, estaba conformado por:

Moisés Muñoz, Jorge Villalpando, Leonardo Burián, Federico Crivelli, Bruno Pires, Félix Araujo, Juan Patiño, Aquivaldo Mosquera, Luis Venegas, Franco Valentín Flores, Guillermo Rodríguez, William Paredes, Brayan Angulo, Hibert Alberto Ruiz, Diego de la Torre, Christian Bermúdez, Lucas Silva, Luis Miño, Marcelo Estigarribia, Jonathan Fabbro, Diéter Villalpando, Félix Micolta, Luis Ángel Mendoza, Alonso Escoboza, Julio Nava, Adrián Marín Lugo, Enrique Esqueda, Mateus Gonçalves Martins, Vanderley Dias Marinho, Franco Arizala y Luis Leal.

## Filiales

### Jaguares B
Jaguares de Tapachula, Jaguares de Tuxtla o Jaguares B, fueron los nombres que recibió el cuadro que llegó a participar en la Primera División 'A', esto durante dos etapas.
Primera etapa
Para el Verano 2003, Potros D.F. (filial del Atlante) fue trasladado a la ciudad de Tapachula y se convirtió en Jaguares de Tapachula, siendo ahora una sucursal del conjunto de la capital del estado; al finalizar el torneo, Jaguares descendió, pero jugó una serie de promoción contra Coras Fútbol Club (equipo finalista de ascenso de la Segunda División de México), para permanecer en la Primera División 'A'.
Para la siguiente Temporada (2003-2004), el equipo abandonó el Estadio Olímpico de Tapachula y se trasladó al Estadio Víctor Manuel Reyna en Tuxtla Gutiérrez, aunque por tema administrativo conservó el nombre de Jaguares de Tapachula. 
Al concluir la Temporada, Jaguares descendió a la Segunda División.
Segunda etapa
Para la temporada 2007-2008, Pachuca Juniors había logrado ascender a la Primera 'A', pero los Tuzos del Pachuca ya contaban con filial, por lo que el cuadro de la Bella Airosa vendió la franquicia a Jaguares de Chiapas.
Jaguares B, permaneció en la Liga de Ascenso, del Apertura 2007 al Clausura 2009, jugó la primera Temporada en Tapachula y la segunda, en Tuxtla Gutiérrez.
Al finalizar el Clausura 2009, Jaguares B ocupó el último sitio de la tabla porcentual.
Por un tema de reestructuración en el Ascenso, junto a Jaguares B, también desaparecieron: Socio Águila, Indios B, Santos B, Real Colima, Tigres B, Atlético Mexiquense, Tampico Madero, Rayados A y Atlas B.
Jugadores destacados
Francisco Muñoz Barba, Darío Sala, Humberto Martínez, Felipe "Halconcito" Peña, Miguel "Jalisco" Gutiérrez, Jesús Eduardo Córdova, Edoardo Isella, José Damasceno "Tiba", Lucas Ayala, Néstor Gutiérrez, José de Jesús "Chuy" Gutiérrez, Gilberto Mora, César Gradito, Esteve Padilla, Antonio Barbosa "Juninho", Rafael Márquez Lugo, Alejandro Glaria, David "Popeye" Oliva, Guillermo "Pando" Ramírez, César Alexenicer "Tucu", Antonio Pedroza, Miguel Ángel Casanova y Alejandro Nava.

### Petroleros de Salamanca
Durante el draft del verano 2005, se anunció el traslado de Celaya Fútbol Club a Salamanca, por lo que el municipio volvería a contar con un equipo en la Primera División 'A'; también se dio a conocer que la directiva de Jaguares de Chiapas llegó a un acuerdo con Petroleros de Salamanca, para que los Guindas fueran su filial, durante dos Temporadas, del Apertura 2005 al Clausura 2007.
El torneo más destacado de los Guindas, fue el Apertura 2006, donde el club fue líder general y llegó a disputar la final ante el Club Puebla; el marcador global fue 3-3, pero los de la Franja se impusieron en tanda de penales 6-5.
Jugadores destacados
Luis Cano, Miguel "Jalisco" Gutiérrez, Lampros Kontogiannis, Omar Monjaraz, José Damasceno "Tiba", Gilberto Mora, Raúl Enriquez, Miguel Ángel Casanova y Everaldo Begines.

### Jaguares de Zamora
Tras el descenso de Jaguares de Tapachula a la Segunda División (al concluir el Clausura 2004), Jaguares de Chiapas movió su filial a Zamora, en el estado de Michoacán y con esto creó Jaguares de Zamora.
Para el torneo Apertura 2007, Jaguares de Zamora dejó de ser filial de Jaguares, al ser adquirido en su totalidad por el gobierno municipal (en busca de traer de regreso al desaparecido CD Zamora).

### Promotora Deportiva Morumbí
Escuela de futbol ubicada Zapopan, Jalisco. 
Armando Zamorano, Pedro Hernández Franco, Diego Castellanos, Leonardo Bedolla, David Andrade Gómez, Luis Guadalupe Loroña, Carlos Reyes y Juan De Alba Flores, salieron de esta institución.

### Atlético Chiapas
Equipo que jugó en la Zona 2 de la Liga Premier de Ascenso de la Segunda División de México, tuvo como sede la ciudad de Tuxtla Gutiérrez.

### Jaguares de Chiapas Premier
Equipo que militó en sin derecho al ascenso en el Grupo 3 de la Liga Premier de Ascenso de la Segunda División de México, tuvo como sede la ciudad de Tuxtla Gutiérrez. Su mayor logro dentro de la división fue alcanzar las semifinales en la liguilla de filiales cayendo ante Tigres con global de 8-2.